# Marsa al-Kantawi
Marsa al-Kantawi albo Mina al-Kantawi (arab. مرسى القنطاوي albo ميناء القنطاوي; fr. Port El Kantaoui) – dzielnica tunezyjskiej Susy, ośrodek turystyczny, położony 10 kilometrów na północ od centrum miasta, nad Morzem Śródziemnym.
Specjalnie wybudowany w 1979 roku, jako ośrodek turystyczny. Znajduje się tu nowoczesny port jachtowy dla ponad 300 łodzi, kompleksy hotelowe, ośrodki sportowe (ośrodki uprawiania nart wodnych i paralotniarstwa) oraz kilka pól golfowych. 36-dołkowe pole - El-Kantaoui Golf - jest zatwierdzone do przeprowadzania zawodów mistrzostwskich i czyni Marsa al-Kantawi popularnym ośrodkiem golfowym. 
Architektura, choć nowoczesna, została wzorowana na tradycyjnych tunezyjskich budynkach. Hotele znajdują się w pasie plaż od Susy do portu jachtowego Marsa al-Kantawi. 
Marsa al-Kantawi zaprojektowano w kolorze białym i niebieskim, w stylu wioski tunezyjskiej z medyną i wąskimi uliczkami. 
Z portu do centrum Susy oddalonego o ok. 10 km na południe, regularnie kursuje kolejka turystyczna.
26 czerwca 2015 na terenie Marsa al-Kantawi miał miejsce atak terrorystyczny w wyniku którego, śmierć poniosło 39 osób, a 36 zostało rannych.

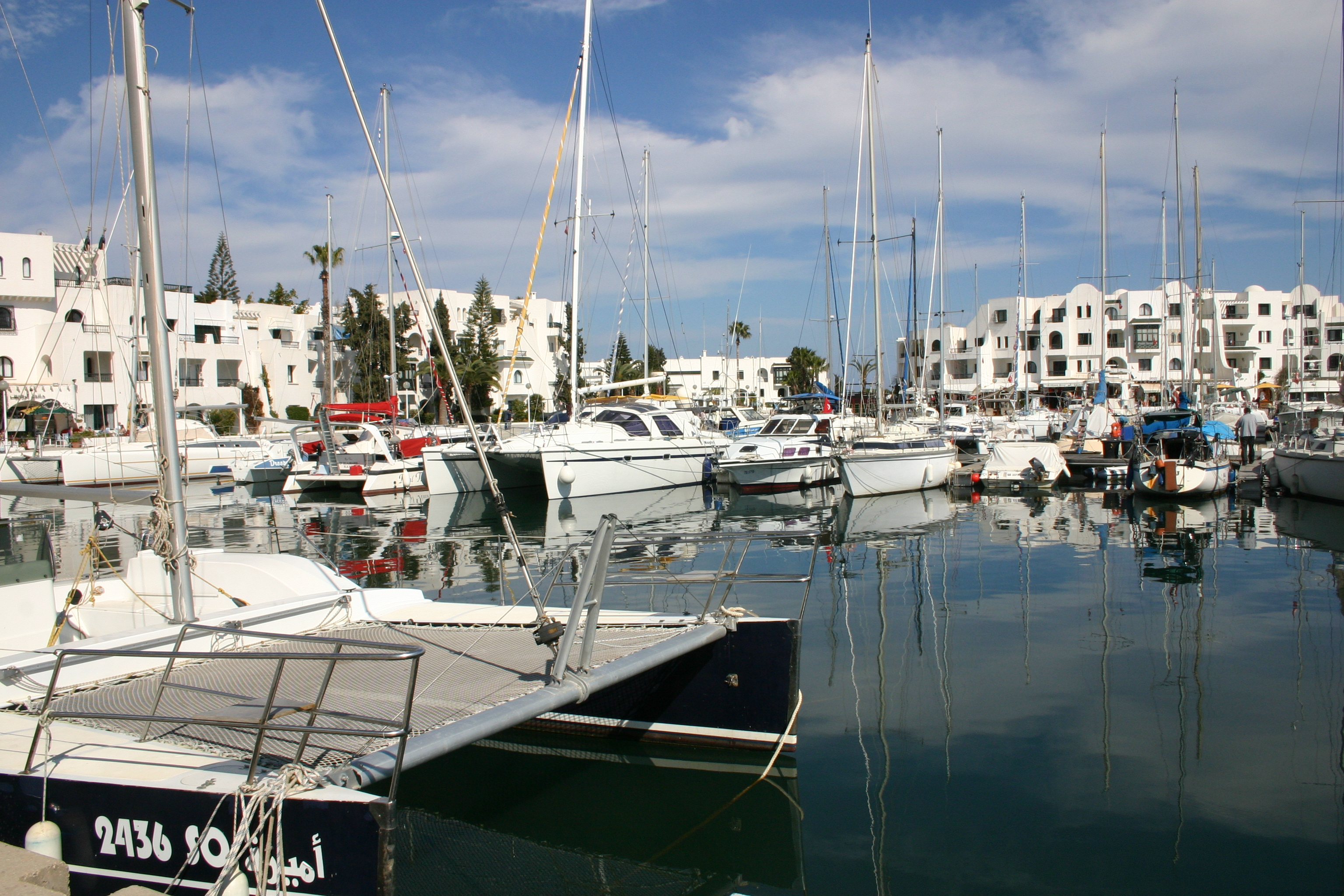
Przystań jachtowa w Marsa al-Kantawi
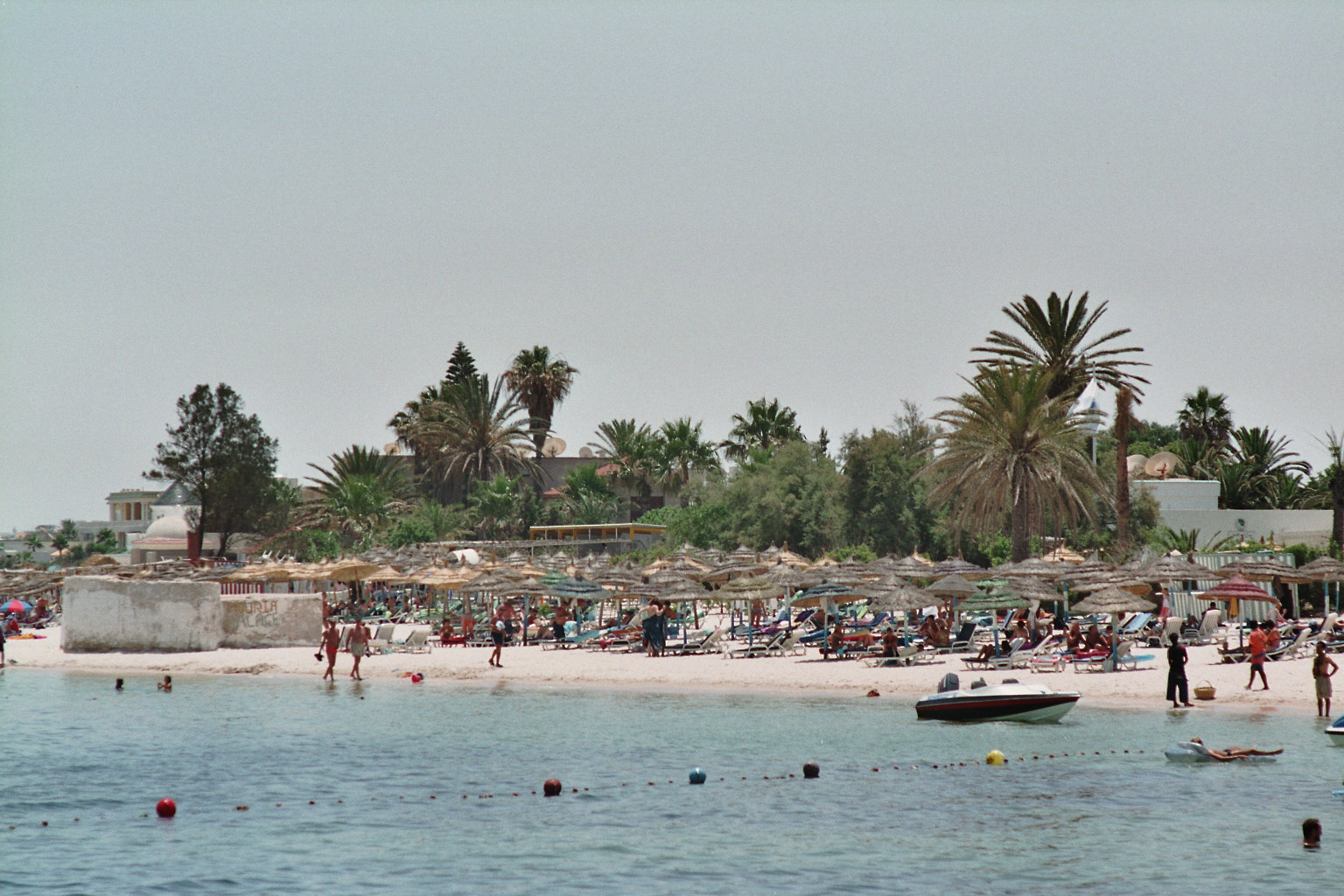
Plaża w Marsa al-Kantawi
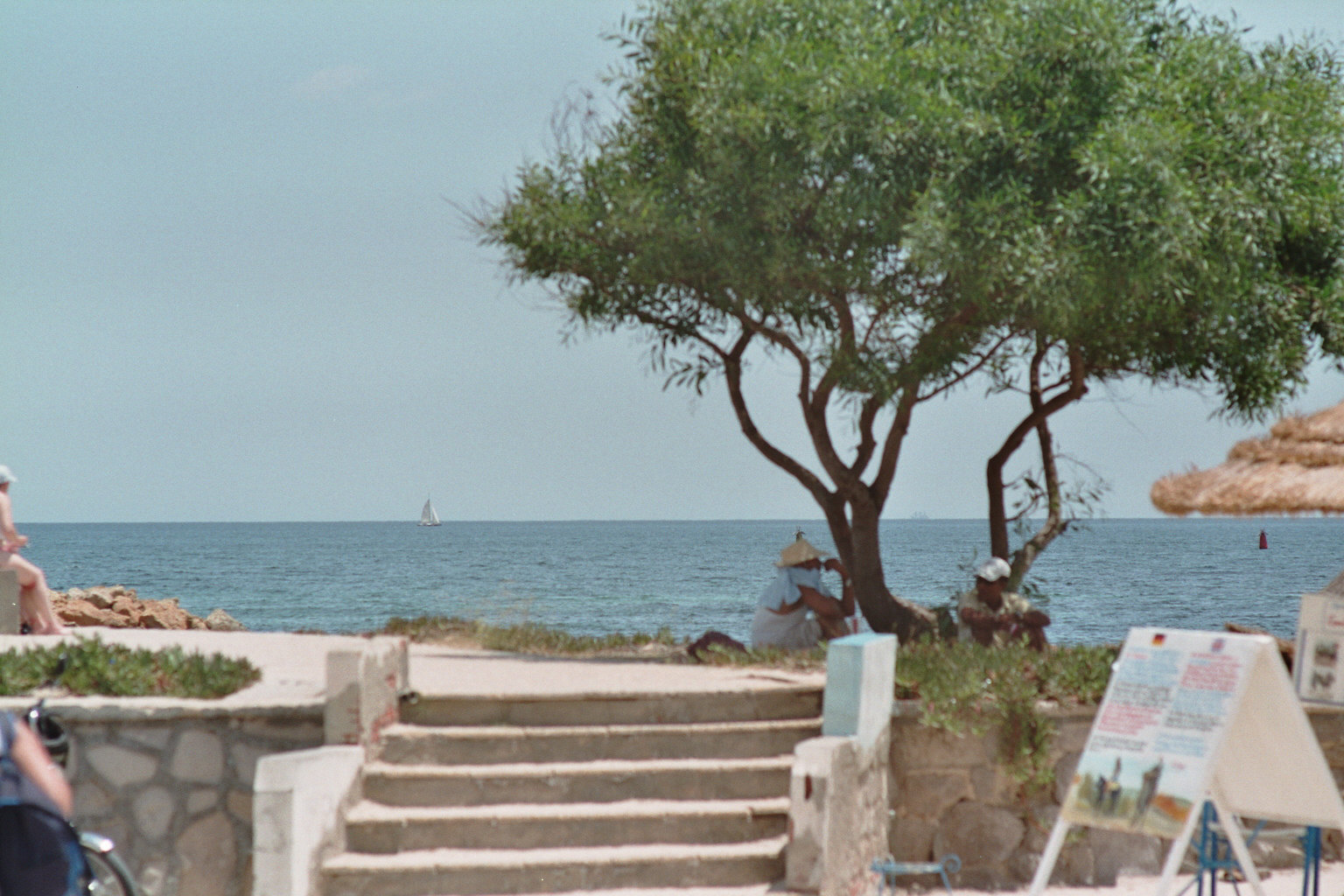
Wybrzeże w Marsa al-Kantawi
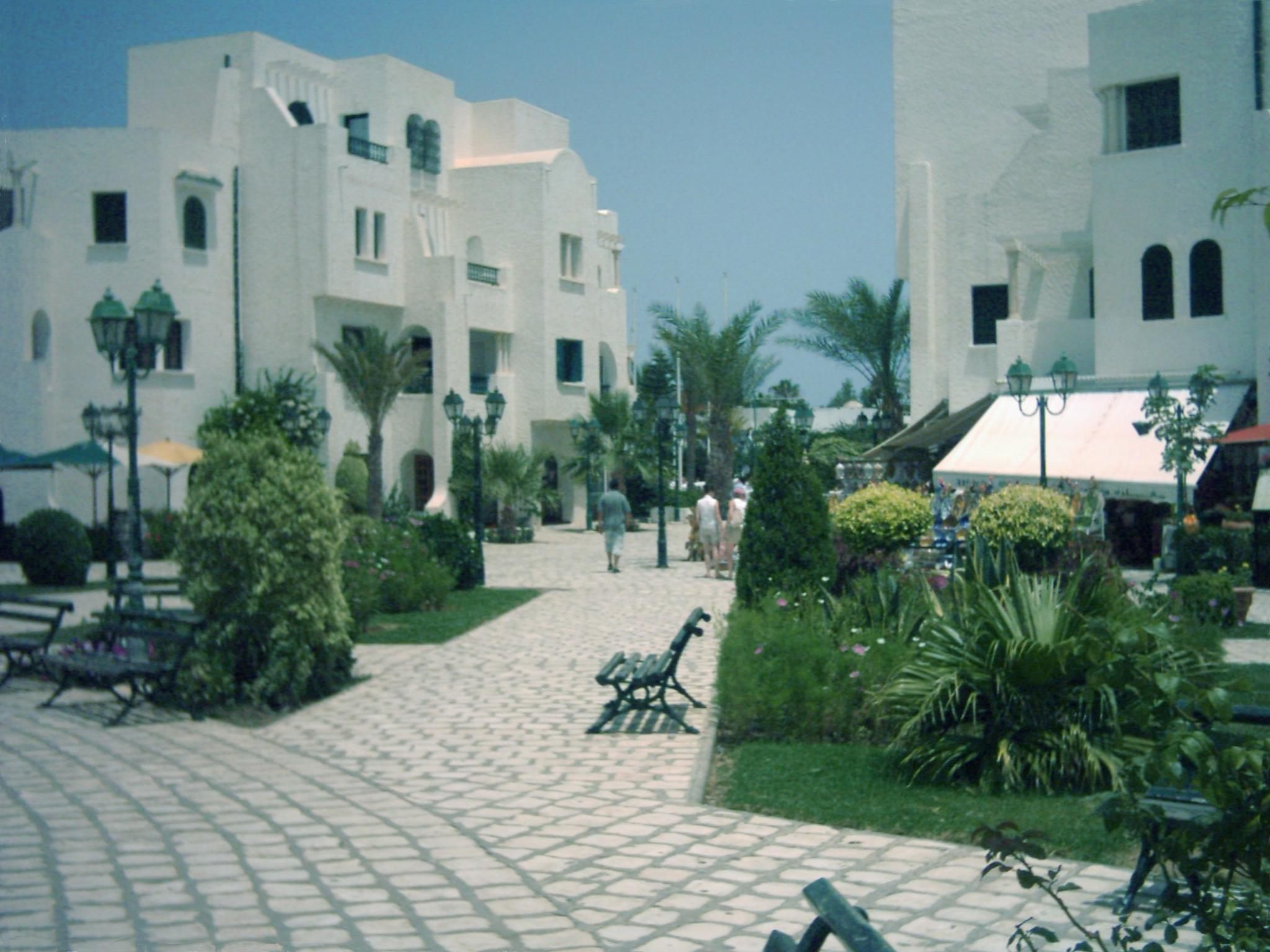
Zabudowa w Marsa al-Kantawi